# Kasama (Zambia)
Kasama is de hoofdstad van de Noordprovincie in Zambia. 

## Ligging
Kasama ligt op het centraal-zuidelijk Afrikaans plateau, ongeveer 850 km ten noordoosten van de hoofdstad Lusaka, de grootste stad van Zambia. De stad ligt op een hoogte van 1370 meter boven zeeniveau.
Kasama ligt midden in het woongebied van het Bembavolk, waarvan de leider zijn hoofdkwartier nabij Malole heeft, op 50 km ten oosten van het stadscentrum.
De volgende woonwijken liggen binnen de grenzen van het stadsdistrict:
- Central Town, de grootste wijk
- New Town of Mbulo
- Location
- Mukulumpe
- Chikumanino

## Bevolking
In de jaren 1970 en 1980 nam de bevolkingsomvang flink toe, na de aanleg van de TAZARA-spoorweg door de stad en het asfalteren van de Great North Road. Volgens de Encyclopedia Britannica bedroeg het aantal inwoners ruim 74.000 in het jaar 2000 en was dat aantal verder toegenomen tot 113.800 in 2010. In 2018 telde de bevolking ongeveer 130.700 personen, daarmee was het de tiende stad van het land.

## Geschiedenis

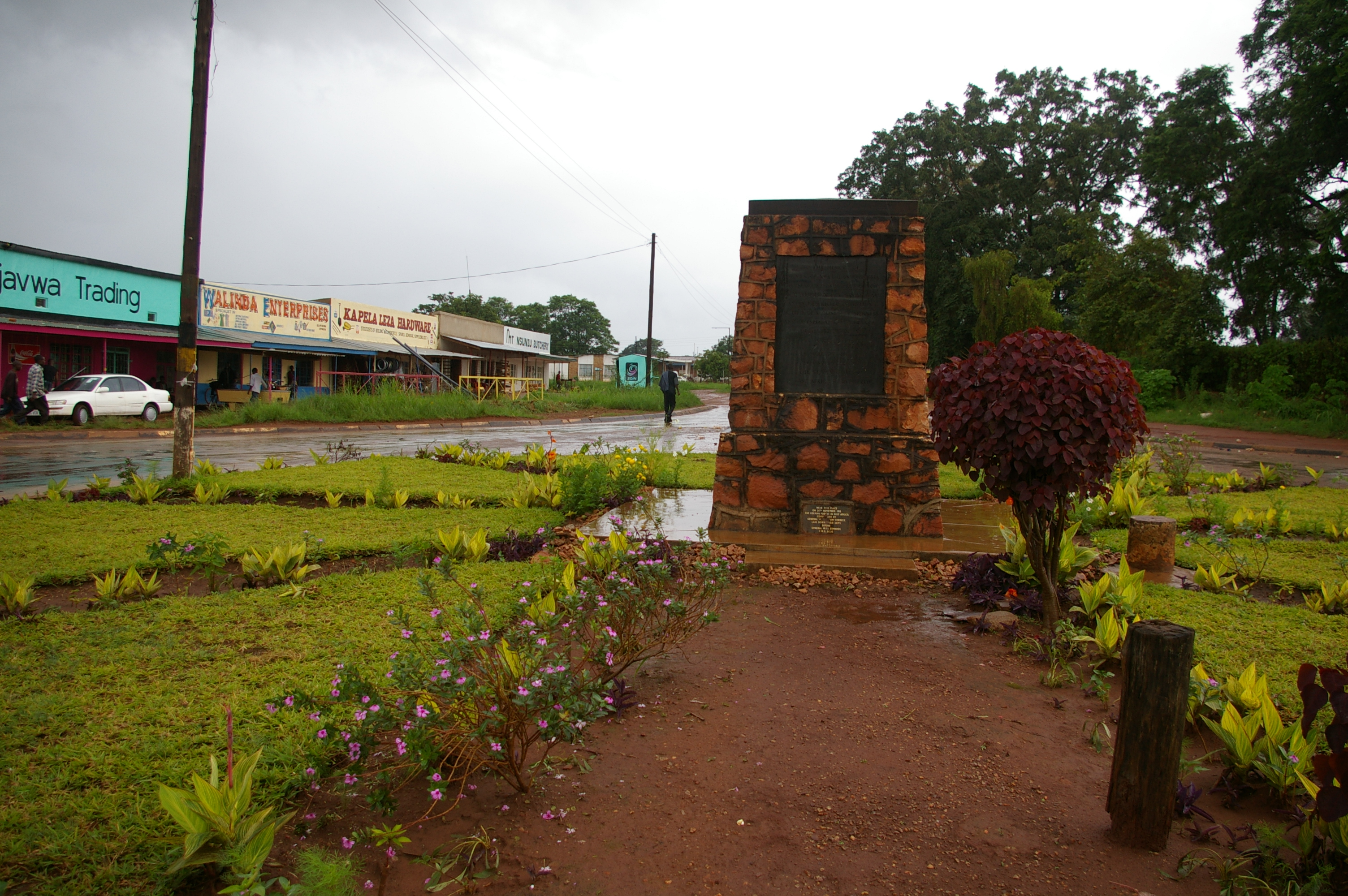
Gedenkteken bij Mbala, waar von Lettow-Vorbeck zich aan het eind van WO-I formeel overgaf, ontwerp van Sir Edwin Lutyens

In 1898/1899 leidde een crisis over de opvolging van de Bembaleider, de Chitimukulu, ertoe dat bisschop Joseph 'Moto Moto' Dupont een vergelijk met de Bemba-hoofden bereikte, waarbij de Britten de controle over het gebied konden overnamen. De Brits koloniaal bestuurder van Noordoost-Rhodesië, Robert Codrington, vestigde een zariba (of kraal) in Kasama. Hierna leidden de centrale ligging van de stad samen met de relatieve nabijheid van het hof van de Chitimukulu ertoe dat het de grootste stad van Noord-Rhodesië, het latere Zambia, werd.
Aan het eind van de Eerste Wereldoorlog, toen de plaats bestond uit een handvol overheidskantoren en een tiental winkels, trok de Britse bevolking – bestaande uit enkele tientallen personen – weg. De reden was een verrassingsaanval uit het noordoosten door Duitse troepen. Deze troepen onder generaal Paul von Lettow-Vorbeck waren niet op de hoogte van de wapenstilstand die de dag ervoor in Europa was gesloten; ze namen op 12 november 1918 de verlaten stad in. Bij Kasama vonden geen gevechten plaats, omdat de Britse troepen zich bij Mbala bevonden en op 14 november een staakt-het-vuren overeenkwamen, nadat ze hoorden van de Duitse overgave in Europa.

## Economie
De stad beschikt over faciliteiten als winkels en supermarkten en enkele bakkerijen of broodfabrieken. Er zijn kantoren van diverse banken, zoals de Zambia National Commercial Bank, National Savings & Credit Bank, Atlas Mara Bank, Zambia Ltd, Standard Chartered Zambia, Cavmont Bank, Barclays Bank of Zambia en de Indo-Zambia Bank Ltd. Er zijn een zestal internetcafés. Het Kasama General Hospital biedt plaatselijke gezondheidszorg. De stad heeft een politiehoofdkantoor en enkele politieposten.
In de omgeving wordt suikerriet verbouwd en verwerkt in een raffinaderij. Ook wordt er koffie verbouwd, die kwalitatief geschikt is voor export. In de stad, en bij de Chishimba Falls die 30 km naar het noordwesten liggen, bevinden zich enkele hotels, lodges en nachtclubs. Toeristen kunnen ook een bezoek brengen aan grotten met rotstekeningen uit de steentijd.
Veel in feite werkloze inwoners verdienen hun levensonderhoud in de informele sector: kleine winkeltjes, handwerk- en reparatiediensten.

## Transport
Kasama ligt aan de Great North Road van Mpika via Kasama naar Mbala en verder naar Mpulungu aan het uiteinde van het Tanganyikameer. 
Andere belangrijke wegen zijn de Kasama–Luwingu Highway en de Kasama–Isoka Highway.
De TAZARA-spoorlijn (smalspoor, 1067 mm) verbindt Tanzania in het noorden via een station in Kasama, naar een aansluiting op de Zambia Railways in Kapiri Mposhi in het zuiden.
Kasama Airport biedt luchttransport voor kleinere vliegtuigen.

## Klimaat
Door de hoogte zijn de temperaturen ondanks de ligging in de tropen gematigd, de maxima overdag bedragen 25°C in juni en juli tot 31°C in de warmste maand oktober. In de droge tijd liggen de minima in de nacht rond 10°C. De jaarlijkse neerslag bedraagt 1343 mm, met in de maanden december t/m maart meer dan 200 mm per maand. Van juni t/m augustus valt praktisch geen neerslag. Met deze kenmerken is sprake van een chinaklimaat, ook wel genoemd gematigd savanneklimaat.

## Religie
Kasama is sinds 1967 de zetel van een rooms-katholiek aartsbisdom.